# Crotalinae
Os Crotalíneos - Crotalinae - (por vezes chamados de crotalídeos e pelo nome vulgar cobra-covinha) são uma das duas subfamílias dos viperídeos, constituindo um grupo de espécies que habita as regiões das Américas e da Eurásia - são encontradas desde a Europa Oriental em direção leste até o continente asiático, mais especificamente em locais como Japão, Taiwan, Indonésia, Índia peninsular, Nepal e Sri Lanka. Nas Américas, elas surgem a partir do sul do Canadá, América Central e América do Sul. No passado essas víboras costumavam ser classificadas como uma família separada: os Crotalidae. Atualmente, no entanto, o monófilo das viperinas e os crotalíneos como um todo é incontestável, e é por isso que eles são tratados aqui como uma subfamília dos Viperidae. Elas distinguem-se dos outros viperídeos pela presença de um órgão termossensível localizado entre o olho e a narina. O grupo inclui 22 ou 23 gêneros e cerca de 150 espécies reconhecidas.

## Géneros[4]
- Agkistrodon Palisot de Beauvois, 1799
- Atropoides Werman, 1992
- Bothriechis Peters, 1859
- Bothrocophias Gutberlet & Campbell, 2001
- Bothrops Wagler, 1824
- Calloselasma Cope, 1860
- Cerrophidion Campbell & Lamar, 1992
- Crotalus Linnaeus, 1758
- Deinagkistrodon Gloyd, 1979
- Garthius Malhotra & Thorpe, 2004
- Gloydius Hoge & Romano-Hoge, 1981
- Hypnale Fitzinger, 1843
- Lachesis Daudin, 1803
- Mixcoatlus Jadin, Smith & Campbell, 2011
- Ophryacus Cope, 1887
- Ovophis Burger, 1981
- Porthidium Cope, 1871
- Protobothrops Hoge & Romano-Hoge, 1983
- Sistrurus Garman, 1883
- Trimeresurus Lacepede, 1804
- Tropidolaemus Wagler, 1830